# Suzanne Vega
Suzanne Nadine Vega, född 11 juli 1959 i Santa Monica, Kalifornien, är en amerikansk sångerska. Hon flyttade som tvååring med sin mor och styvfar till New York där hon växte upp i områdena Spanish Harlem och Upper West Side. Hon hade några hitlåtar, bland annat "Tom's Diner", "Luka" och "Marlene on the Wall" under 1980-talet.

## Diskografi med listplaceringar[4]

### Studioalbum
- Suzanne Vega, 1985 – UK #11, US #91, AUS #23
- Solitude Standing, 1987 – UK #2, US #11, AUS #7
- Days of Open Hand, 1990 – UK #7, US #50
- 99.9F°, 1992 – UK #20, US #86
- Nine Objects of Desire, 1996 – UK #43, US #92
- Songs in Red and Gray, 2001 – US #178
- Beauty & Crime, 2007
- Tales From the Realm of the Queen of Pentacles, 2014 – UK #37
- Lover, Beloved: Songs from an Evening with Carson McCullers, 2016
- Flying with Angels, 2025

### Samlingsalbum
- Tried & True: The Best of Suzanne Vega, 1998 – UK #46, AUS #96
- Retrospective: The Best of Suzanne Vega, 2003 – UK #27

### Close-Up Series: Akustiska nyinspelningar
- Close-Up Vol. 1, Love Songs, 2010
- Close-Up Vol. 2, People & Places, 2010
  - Innehåller dessutom spåret "The Man Who Played God"
- Close-Up Vol. 3, States of Being, 2011
  - Innehåller dessutom spåret "Instant of the Hour After"
- Close-Up Vol. 4, Songs of Family, 2012
  - Innehåller dessutom spåren "Brother Mine", "The Silver Lady" och "Daddy Is White"

### Singlar
- "Marlene On The Wall", 1985 – UK #83
- "Small Blue Thing", 1985 – UK #66
- "Knight Moves", 1985
- "Marlene On The Wall" second release, 1986 – UK #21, AUS #39
- "Left Of Centre", 1986 – UK #32, AUS #35
- "Gypsy", 1986 – UK #77
- "Luka", 1987 – UK #23, US #3, AUS #21
- "Tom's Diner", 1987 – UK #58
- "Solitude Standing", 1987 – UK #79, US #94, AUS #91
- "Book Of Dreams", 1990 – UK #66
- "Tired of Sleeping", 1990
- "Men in a War", 1990
- "Tom's Diner (DNA remix)", 1990 – UK #2, US #5, AUS #8
- "Rusted Pipe (DNA remixes)", promotional, 1991
- "In Liverpool", 1992 – UK #52
- "99.9F°", 1992 – UK #46
- "Blood Makes Noise", 1992 – UK #60, AUS #61
- "When Heroes Go Down", 1993 – UK #58
- "The Long Voyages" with John Cale, 1995
- "Caramel", 1996
- "No Cheap Thrill", 1996 – UK #40
- "Birth-day", promotional, 1997
- "World before Columbus", 1997
- "Headshots", promotional, 1997
- "Book & a Cover", 1998
- "Rosemary / Remember me", 1999
- "Widow's Walk", promotional, 2001
- "Last Year's Troubles", promotional, 2001
- "Penitent", promotional, 2001
- "(I'll Never Be) Your Maggie May", promotional, 2002
- "Frank & Ava", promotional, 2007
- "Ludlow Street", promotional, 2007
- "Unbound", promotional, 2007
- "Pornographer's Dream", promotional, 2007
- "Fool's Complaint", 2014
- "We of Me", 2016
- "Harper Lee", promotional, 2016

## Källhänvisningar
1. ↑  Curtis, Kim (28 september 2001). ”Softer, earthier Vega releases new album” (på engelska). Reading Eagle (Reading Eagle Company). https://news.google.co.uk/newspapers?id=2fghAAAAIBAJ&sjid=rKIFAAAAIBAJ&pg=2114,7530185. Läst 8 mars 2016.
2. ↑  ”Allmusic biography: Suzanne Vega” (på engelska). http://www.allmusic.com/artist/suzanne-vega-mn0000754251/biography. Läst 8 mars 2016.
3. ↑  ”Richard Thompson, Suzanne Vega, Loudon Wainwright” (på engelska). BBC Four. http://www.bbc.co.uk/programmes/b00tzpbs. Läst 8 mars 2016.
4. ↑  ”Suzanne Vega” (på engelska). Discogs. https://www.discogs.com/artist/41182-Suzanne-Vega. Läst 8 mars 2016.